# Caradja

Wappen der Familie Caradja

Caradja oder Karadja (griechisch Καρατζάς Karatzas, rumänisch Caragea) ist der Name einer griechisch-phanariotischen fürstlichen Adelsfamilie, die zahlreiche geistliche und weltliche Würdenträger stellte.

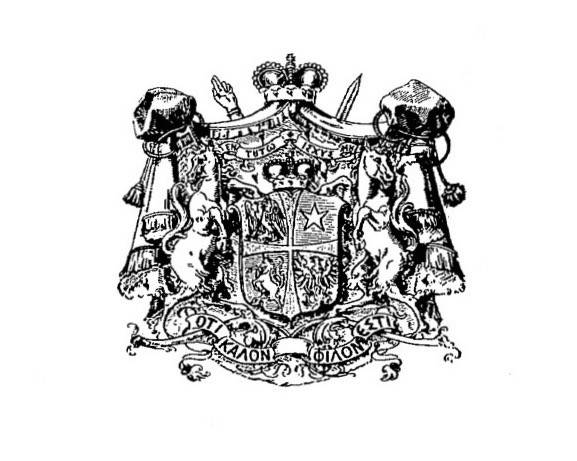
Vollwappen der Fürsten Caradja. Der Wahlspruch aus dem Französischen übersetzt lautet sinngemäß: „Alles Gute ist mein Freund.“

## Herkunft und Stammlinie
Das Haus Caradja ist griechisch-byzantinischen Ursprungs, wahrscheinlich aus Konstantinopel.
Die ersten Ursprünge der Familie sind in der Wissenschaft umstritten:
Einer Ansicht nach stammt die Familie entweder aus der Republik Ragusa, aus dem Beylik von Karaman oder dem Despotat Epirus. Der Name soll türkischen Ursprungs sein und „Reh“ bedeuten. Nach Meinung des rumänischen Wissenschaftlers Nicolae Iorga ist dies ein Hinweis auf den „asiatischen Ursprung“ der Familie.
Nach Ansicht von Constantin Karadja (1889–1950) ist die Familie erstmalig im Werk Alexiade der byzantinischen Historikerin Anna Komnena im 11. Jahrhundert nachgewiesen mit Argyros Karadja (Karatzas), der 1091 vom byzantinischen Kaiser Alexios I. zum Herzog von Dyrrhachion und 1094 zum Herrscher von Philippopolis ernannt wird. Die frühesten Familienmitglieder hält er für hellenisierte Petschenegen und sieht den Ursprung in Konstantinopel. Untermauert wird die These des griechischen Ursprungs durch Autoren wie Panagiotis Soutsos und Epaminonda Stamatiade, die annehmen, dass die Familie ihren aristokratischen Rang und Nachnamen unter dem Khanat der Krim erlangte.
Die Familie soll innerhalb der phanariotischen Gesellschaft ab Mitte des 15. Jahrhunderts nachgewiesen sein;
Eusthathios Karatzas soll 1453 - im Jahre der Eroberung Konstantinopels durch die Osmanen - Vermittler zwischen Patriarch Gennadios Scholarios und Sultan Mehmed II. gewesen sein.
Gesicherter gemeinsamer Vorfahre aller Caradjas ist Constantin Caradja, der 1564 als Archon unter Patriarch Joasaph II. sowie ab 1591 als Mare Postelnic im Fürstentum Moldau diente. Sein Bruder - Michael Caradja († 1601) - diente dem Woiwoden Michael dem Tapferen als politischer Berater und war Mare Ban von Craiova.
Die Stammlinie nach Constantin Caradja:
Siehe zum besseren Verständnis: Liste der historischen rumänischen Ränge und Titel.
- Dumitrascu Caradja
  - Pavlaki Caradja († 1650), Mare Ban von Craiova (1631–1632), Logothet des Herrschers Vasile Lupu, Mare Comis und Spătar
    - Mihai Caradja, Spătar
    - Matei Caradja, Paharnic

  - Ioan Caradja, Mare Postelnic der Walachei; Begründer des Klosters von Slobozia (Walachei); veranlasst 1625 die Restaurierung der St.-Sabbas-Kirche in Iași
  - Apostolache Caradja, Mare Comis der Moldau, Spătar der Walachei
  - Constantin Caradja, Mare Postelnic der Moldau
    - Scarlat Caradja, ehelichte Irina Rosetti
      - Dumitrascu Caradja, Mare Postelnic, Mare Comis in der Walachei
      - Nicolae Caradja, Jurist, Mare Comis, Logothet des Patriarchen von Konstantinopel  (1746–1749), ehelichte Casandra Vlasto
        - Constantin Caradja, Agă (Leiter der Strafverfolgungsbehörde), Spătar (1793), Kaymakam (1793–1794) und Hatman der Walachei (1794–1795, 1798–1800), ehelichte Ralița Ghika, Tochter von Grigore III Ghika

      - Antioh Caradja, Mare Postelnic in der Walachei, ehelichte Smaragda Romanos
        - Emanuel Caradja († 1799), Großdragoman der Hohen Pforte
        - Scarlat Caradja († 1782), Mare Postelnic (1775), Mare Ban von Craiova (1777), ehelichte Elena Sutzu
          - Alexandru Caradja
          - Constantin Caradja

    - Dumitrascu Caradja († 1737), Mare Postelnic (1695–1705), Kaymakam der Walachei (1737), ehelichte Zefira Rosetti
      - Constantin Caradja († 1771), Hetman der Moldau, ehelichte Zefira Sutzu († 1791)
        - Fürst Nicolae Caradja (1737–1784), Fürst der Walachei (1782–1783), ehelichte Tarisa Mikalopoulo
          - Prinz Iorgu Caradja, Mare Pitar, Comis, Stolnic und Postelnic des Fürstentums Walachei
            - Prinz Nicolae Caradja, Paharnic und Ispravnic (entspricht einem Gouverneur) des Fürstentums Walachei
              - Prinz Constantin Caradja (1815–1871), rumänischer Colonel

          - Prinz Constantin Caradja, Mare Postelnic des Fürstentums Moldau, ehelichte Ralu Mourousis
          - Prinz Ioan Caradja (1770–1829), Mare Dragoman, ehelichte Ecaterina Rodomani
            - Prinz George Caradja (1802–1882), griechischer General, ehelichte Katharina Rosa Botzaris (1819–1875)
              - Prinz Marc Caradja (1845–1885), griechischer Offizier, ehelichte Roxana Sutzu
                - Prinz George Caradja (1878–1918), ehelichte Maria Sutzu

              - Prinz Alexandru Caradja (1847–1909), griechischer Magistrat, ehelichte Maria Boudouri

            - Prinz Dimitrie Caradja (1805–1873), ehelichte Maria Rasti

    - Georges Caradja, ehelichte Roxana Diplovatatzi
      - Ioan Caradja (1700–1793), als Joannikios III. Patriarch von Konstantinopel
      - Scarlat Caradja (1695–1780), „Prince Honoraire“ des Fürstentums Moldau, Großdragoman der Flotte, Leibarzt des Sultans, Mare Ban von Craiova, Paharnic
        - Jacob Caradja, Arzt von Fenér
        - George Caradja († 1765), Großdragoman der Hohen Pforte (1764–1765), ehelichte Sultana Mavrokordatos
          - Constantin Caradja (* 1750), Mare Ban von Craiova
          - Fürst Ioan George Caradja (1734–1844), Herrscher der Walachei (1812–1818), Großdragoman der Hohen Pforte, Kaymakam von Craiova (1797), ehelichte Elena Scanavi (1755–1839)
            - Prinz George Caradja (* 1816), ehelichte Smaragda Rosetti
              - Prinz Ioan Caradja († 1864), ehelichte Maria Argyropoulos
                - Prinz George Caradja (1863–1930), griechischer Minister in Bern, ehelichte Julia Baltazzi

              - Prinz Aristide Caradja (1830–1890), Magistrat in Athen, ehelichte Elena Riga-Palamidi
                - Prinz Ioan Caradja (* 1875), Chef des Protokolls im griechischen Außenministerium

              - Prinz Constantin Caradja (1822–1886), griechischer Gesandter in Dresden im Königreich Sachsen, ehelichte Eufrosina Sutzu
                - Prinz Nicolae Caradja (1848–1876), Ingenieur
                - Prinz George Caradja (1849–1914), ehelichte Ann Klein
                - Prinz Ioan Caradja, deutscher Offizier (1853–1910)
                - Prinz Aristide Caradja (1861–1955), Entomologe, Jurist, Ehrenmitglied der rumänischen Akademie der Wissenschaften
                  - Prinz Constantin Caradja (1892–1961), ehelichte Catherine Kretzulescu (1893–1993), in zweiter Ehe Margueritte Roger

            - Prinz Constantin Caradja (1799–1860), osmanischer Ministre plénipotentiaire in Den Haag, ehelichte Adèle Condo-Dandolo (1814–1891), in zweiter Ehe Ecaterina Tabacopoulo (1820–1893)
              - Prinz George Caradja (1850–1871), für Frankreich im Krieg gefallen
              - Prinz Jean Karadja Pasha (1835–1894), osmanischer Ministre plénipotentiaire, ehelichte Mary Louise Smith (1868–1943)
                - Prinz Constantin Karadja (1889–1950), Generalkonsul Rumäniens in Berlin, Gerechter unter den Völkern, ehelichte Prinzessin Marcelle Hélène Caradja (1896–1971)
                  - Prinz Ion Caradja (1917–1993), ehelichte Minna Frieda Starke (1911–1992), in zweiter Ehe Georgeta Cătănescu.[15][16]

## Bekannte Namensträger (chronologischer Aufbau)
- Joannikios III. (1700–1793), Erzbischof des Patriarchenklosters in Peć, Patriarch der serbisch-orthodoxen Kirche (1739–1746), Ökumenischer Patriarch von Konstantinopel (1761–1763)
- Jean Georges Caradja (1754–1844), Fürst der Walachei von 1812–1818, Unterstützer der griechischen Revolution als Mitglied der Filiki Eteria

- Ralou Caradja (1778–1870) – Kunstförderin und Begründerin des ersten Theaters in Bukarest, mit dem Namen „Cişmeaua Roşie“, Mitglied der Filiki Eteria

- Constantin Caradja (1795–1860) – griechischer Diplomat

- Katharina Caradja, geb. Botzaris - Hofdame von Königin Amalie von Griechenland, Tochter des griechischen Freiheitskämpfers Markos Botzaris

- Jean Karadja Pascha (1835–1894) – Offizier und Ministre plénipotentiaire der Hohen Pforte in Den Haag und Stockholm

- Marie Karadja, geb. Smith (1868–1943) – Spiritistin und Antisemitin; Tochter von Lars Olsson Smith

- Constantin Karadja (1889–1950) – Diplomat, Gerechter unter den Völkern, Ehrenmitglied der rumänischen Akademie der Wissenschaften.

## Bibliographie
- Eugène Rizo Rangabé, Livre d'Or de la Noblesse Phanariote et de Familles Princières de Valachie et de Moldavie, Athens, 1892
- V. Laurent, “Argyros Karatzas, protokuropalates et duc de Philippopolis”, Revista Istorica 29 (1943), 203–210